# Leak
Der Begriff Leak (englisch für Leck, Loch, undichte Stelle), bzw. das abgeleitete Verb leaken, bezeichnet im deutschsprachigen Raum die nicht autorisierte Veröffentlichung von Informationen. Auf Deutsch werden auch die Umschreibungen gewollte oder gezielte Indiskretion oder Durchstechen verwendet.

## Definition, Begriffsgeschichte und Sprachgebrauch
Im deutschsprachigen Raum wird die nicht autorisierte, meist über das Internet erfolgende Veröffentlichung von Informationen, E-Mails, Messenger-Chatverläufen, Bild-, Text-, Video- oder Audiodateien mit dem Anglizismus leaken bezeichnet. Eine direkte Übersetzung, die den vollen Bedeutungsgehalt des englischen Begriffs vollständig abdeckt, existiert nicht, stattdessen werden Umschreibungen wie Indiskretion oder Durchstechen verwendet. Das Verb ,leaken‘ wurde zum Anglizismus des Jahres 2010 gewählt. Im Gegensatz zum englischen ,to leak‘ kann das verwandte deutsche Verb ,lecken‘ nur intransitiv verwendet werden. Eng verwandt ist der Begriff des Geheimnisverrats, der jedoch aufgrund des wertenden Verweises auf den Straftatbestand des Verrats nicht gleichgesetzt werden kann.
Besonders in der amerikanischen Forschung hat sich eine Definition etabliert, die sechs Faktoren hervorhebt. Ein Leak ist demnach die zielgerichtete Enthüllung von vertraulichen Informationen eines Insiders (oft Whistleblower genannt) an einen Journalisten, deren Veröffentlichung gegen Gesetze, Verordnungen und Konventionen verstößt, ohne die vorgegebenen, ordentlichen Wege zu nutzen. Dies geschieht unter der Aussicht der Anonymität für die Quelle. Diese Definition ist jedoch in der jüngeren Forschung kritisiert worden, da sie zahlreiche zentrale Aspekte ignoriert. So wird nicht darauf eingegangen, ob der Leaker einen rechtmäßigen Zugriff auf die Informationen hatte, welchen Stellenwert oder Status die veröffentlichten Informationen besaßen, auf welchen Weg die so enthüllten Geheimnisse rezipiert wurden und welche Folgen die Enthüllung hatte. Daraus folgt, dass der Begriff Leak historisch kontextualisiert werden muss, da seine Bedeutung von der seiner Verwendung abhängig ist. So lässt sich für die amerikanische Geschichte festhalten, dass das Leak zunächst eine durchaus positive Konnotation hatte, mit dem die Öffentlichkeit über wichtige politische Vorgänge informiert wurde. Beispielhaft dafür ist die Debatte um den Abdruck der Gesprächsprotokolle der Konferenz von Jalta in der New York Times vom 16. März 1955. In der amerikanischen Presse wurde diese Enthüllung, die mit Duldung von Außenminister John Foster Dulles stattfand, als notwendiger journalistischer Service für die amerikanische Gesellschaft gefeiert. Andere Veröffentlichungen, wie etwa die jüngeren Enthüllungen durch die Plattform Wikileaks, sind im Gegensatz dazu als gefährlich und verantwortungslos angegriffen worden.
Geläufig ist der Begriff in den USA seit dem Ende der 1940er Jahre, zuvor wurde er vereinzelt als erklärungsbedürftige Metapher im öffentlichen Diskurs verwendet. Ebenfalls zu dieser Zeit tritt er als Lehnwort in der deutschen Presse auf, um Veröffentlichungen von klassifiziertem oder geheimem Material zu beschreiben. So erklärte die Frankfurter Allgemeine Zeitung ihren Lesern 1950, dass ein Leak ein „Durchsickern an die Presse“ sei. Besondere Aufmerksamkeit erlangte in Deutschland die amerikanische Berichterstattung während der Kubakrise, die von zahllosen bewussten Indiskretionen geprägt war. Dieses News management stelle eine „Beeinflussung der öffentlichen Meinung durch einseitige, verzerrte und auch falsche amtliche Meldungen im Interesse der Regierung und Regierungspartei“ dar. Es werden „mit wachsender Unbekümmertheit – und irritierendem Erfolg – von US-Präsident Kennedy und seinem Intellektuellenteam getrieben,“ wie etwa Der Spiegel klagte. So hatten Kennedy und sein Beraterstab ausgewählten Journalisten eigentlich streng geheime Luft- und Satellitenbilder gezeigt und sie über die Aufklärungsarbeit der CIA informiert. Auf dem Höhepunkt der Krise stand Kennedy persönlich im engen Kontakt mit den Redaktionen der New York Times und Washington Post und nahm durch gezielte Informationsweitergabe Einfluss auf die Berichterstattung.
Im Gegensatz zu diesen gelenkten und autorisierten Veröffentlichungen sind Vorfälle zu beschreiben, in denen die Informationsweitergabe strafrechtlich verfolgt wurde. Solche subversiven oder zersetzenden Leaks stellen eine winzige Minderheit dar. In den USA wurden etwa zwischen 1981 und 2011 nur 0,3 % aller Leakvorfälle durch die Justiz verfolgt, wie es David Pozen dargestellt hat. Solche Ausnahmen erzeugen jedoch eine deutlich größere mediale Aufmerksamkeit, so dass Leaker wie Daniel Ellsberg, Chelsea Manning oder Edward Snowden eigentlich Ausnahmen darstellen.
Eine speziellere Verwendung des Begriffs bezeichnet das Veröffentlichen von Vorabversionen (meist Alpha- oder Betaversionen) von Computerspielen oder anderer Software, die oftmals ohne Einverständnis des Entwicklers im Internet veröffentlicht werden. Leaks können aufgrund der Unfertigkeit instabil und fehlerhaft sein. Auch in der Musik sind häufig Veröffentlichungen im Internet verfügbar, bevor sie offiziell im Handel erscheinen.

## Dokumente
Bekannt geworden ist die Enthüllungsplattform WikiLeaks, die geleakte Dokumente veröffentlicht, beispielsweise Ausschnitte der geheimen Mautverträge mit Toll Collect, Teile der Verhandlungsprotokolle zu ACTA, zehntausende geheime Dokumente aus dem Krieg in Afghanistan seit 2001 (Afghan War Diary) und anderes Material aus Politik und Wirtschaft. Weniger bekannt, aber älter als WikiLeaks ist die Website Cryptome. Die Bahamas-Leaks, Football Leaks, Luxemburg-Leaks, Offshore-Leaks und die Swiss-Leaks sind weitere Beispiele.

## Software

### Datendiebstahl durch Dritte
Geleakte Computerspiele basieren meistens auf dem Ausspähen von Daten und werden schon vor dem eigentlichen Release illegalerweise zugänglich.
Ein bekanntes Beispiel für einen Leak ist das Computerspiel Half-Life 2 von Valve Software. Der Hacker „ANON“ (abgeleitet von anonym) verschaffte sich 2003 unerlaubt Zugriff auf das Firmennetzwerk des Entwicklers und kopierte sich den Quelltext des Build -4, den er auch veröffentlichte. Weitere bekannte Leaks sind z. B. die Alphaversion 0.02 von Doom 3, welche id Software auf der E3 2002 zeigte – wobei hier die CD gestohlen wurde, auf der die vorgestellte Version gespeichert war – oder diverse S.T.A.L.K.E.R.-Builds (1098, 1114, 1154, 2215). Besonders viele Leaks gab es bei Windows Vista bzw. Longhorn. Es wurden so gut wie alle Builds als „private leak“ veröffentlicht. In den Jahren 2003 und 2004 tauchte auch eine geleakte Alphaversion von World of Warcraft im Internet auf. Anfang 2011 wurde eine geleakte Betaversion des Spieles Crysis 2 ins Netz gestellt.

### Anonymes verfügbar machen durch einen Entwickler
Es gibt jedoch auch die Fälle, dass einer der Entwickler selbst am Ende des offiziellen Supportzeitraums eines Computerspiels den Quelltext anonym der Fangemeinde zur Verfügung stellt, um dieser einen eigenen Support zu ermöglichen, also um zu verhindern, dass das Spiel Abandonware wird. Ein Grund, warum die „Abkürzung“ des „Leakens“ anstelle einer offiziellen Freigabe gewählt wird, ist, dass häufig das Auflösen der Rechtelage zu kompliziert und aufwändig ist, da die Rechte häufig auf viele Parteien verteilt sind. Beispielsweise zu Dark Reign 2 wurde 2011 der Quelltext von einem früheren Pandemic-Studios-Entwickler veröffentlicht, ein weiteres Beispiel ist das Verfügbarwerden des Falcon-4.0-Quelltextes.
Im Rahmen des eigen-organisierten Supports durch die Nutzergemeinde entstehen dann mit Hilfe des Quelltexts inoffizielle Patches oder Portierungen auf weitere Plattformen.

## Musik
Auch in der Musik sind bisweilen Aufnahmen im Internet verfügbar, bevor sie offiziell veröffentlicht werden. Aus diesem Grund sind einige Musiker und Plattenlabel dazu übergegangen, vorab keine Rezensionsexemplare mehr an Journalisten zu versenden. Stattdessen werden sogenannte Listening Sessions veranstaltet, bei denen die zur Veröffentlichung anstehende Aufnahme vorgespielt wird.
Einer der ersten bekannten Musikleaks ereignete sich 1993, als das Depeche-Mode-Album Songs of Faith and Devotion durch Fans in diversen Chatrooms geleakt wurde. Ebenfalls geleakt werden z. B. Demoversionen oder verworfenes Material, bei denen eine kommerzielle Veröffentlichung seitens der Künstler nicht unbedingt geplant war. Dies geschah z. B. im Februar 2012, als circa 30 Demoaufnahmen ins Internet gelangten, die während der Produktion des Rammstein-Albums Liebe ist für alle da aufgenommen wurden.